# Strisce invisibili
Strisce invisibili (Invisible Stripes) è un film del 1939 diretto da Lloyd Bacon.

## Trama
Cliff Taylor (George Raft) è un ex detenuto che adesso vuole rigare dritto ma da quando è stato rilasciato dalla prigione sulla parola, non riesce a trovare e a mantenere un lavoro a causa del suo passato criminale. Anche il fratello minore di Cliff, Tim (William Holden), ha le sue preoccupazioni: è sfiduciato perché non può permettersi di sposare la sua ragazza Peggy (Jane Bryan) e teme di non riuscire a farsi largo, onestamente, nella vita. Temendo che Tim possa finire nelle maglie della criminalità come lui, Cliff decide di aiutarlo a trovare i soldi per sistemarsi. Così dice ai familiari di aver trovato un lavoro onesto ma, in realtà, si accorda con Charles Martin (Humphrey Bogart), un detenuto che ha conosciuto in carcere, e con la sua banda.
Insieme mettono a segno serie di rapine e con i soldi ricavati da tali azioni criminali, Cliff riesce a comperare un garage per suo fratello che ora può sposarsi. Una volta realizzato il suo proposito di aiutare Tim, Cliff lascia la banda. Successivamente, Martin e i suoi compiono una rapina che, però, fallisce ed, inoltre, vi sono alcune vittime. Braccati dalla polizia, Martin ferito e i suoi complici si nascondono nel garage di Tim e lo costringono ad aiutarli dicendogli che anche Cliff aveva partecipato alla rapina andata male. La polizia scopre che la banda si era rifugiata nel garage e arresta Tim per complicità. Suo fratello, però, conclude un accordo con la polizia per cui Tim sarà liberato e verrà lasciata cadere ogni accusa nei suoi confronti se Cliff identificherà i ladri e testimonierà contro di loro. Precedendo la polizia, Cliff va, quindi, a trovare Martin e gli dice di fuggire per evitare l'arresto e la probabile condanna a morte. Tuttavia, i complici di Martin, che hanno seguito Cliff da quando ha lasciato la banda, vedono i due uomini insieme e cercano di impedire la loro fuga. Ne segue una sparatoria a cui partecipa anche la polizia e durante la quale Cliff e Martin rimangono entrambi uccisi. Più tardi, Tim e Peggy ammirano la nuova insegna sopra il garage che lo pubblicizza come Taylor Bros. Garage, e riflettono sul sacrificio di Cliff e su come sarà considerato il "socio silenzioso".